# تپه ارگ بی‌بی بانو
تپه ارگ بی بی بانو مربوط به سده‌های میانه دوران‌های تاریخی پس از اسلام است و در شهرستان زهک، بخش مرکز ی، دهستان خواجه احمد، ۸۰۰ متری شمال روستای ده نادر واقع شده و این اثر در تاریخ ۲۷ اسفند ۱۳۸۷ با شمارهٔ ثبت ۲۶۵۰۸ به‌عنوان یکی از آثار ملی ایران به ثبت رسیده است.